# The Homer They Fall
«The Homer They Fall» (с англ. — «Падение от Гомера») — третий эпизод восьмого сезона сериала «Симпсоны». Премьера в США состоялась на телеканале Fox 10 ноября 1996 года. Название серии является пародией на фразу «Чем больше они, тем тяжелее падают» (англ. The bigger they are, the harder they fall).

## Сюжет
Симпсоны посещают магазин высокотехнологичных гаджетов, где Барт покупает у Продавца Комиксов за 4 доллара пояс со всякими бесполезными приспособлениями, который тот хочет вернуть, однако не может этого сделать из-за отсутствия чека на покупку. Барт начинает хвастаться поясом в школе, но вскоре его избивают Дольф, Джимбо и Керни, при этом отбирая у него покупку. После этого Гомер решает поговорить с отцами хулиганов в Таверне Мо, однако они его тоже избивают, но вскоре им это надоедает из-за того, что они не могут заставить Гомера упасть. Затем Мо, угрожая оружием, прогоняет отцов Дольфа, Джимбо и Керни из таверны.
Мо впечатлён способностью Гомера не падать, несмотря на удары, и предлагает ему заняться боксом, сделав самого Мо — бывшего боксёра — своим тренером и промоутером. Мардж потрясена этой идеей, однако медицинское обследование диагностирует у Гомера редкую генетическую аномалию, названную «Синдром Гомера Симпсона» — особый слой ткани вокруг мозга, защищающий Гомера от нокаута. Тем не менее, во время тренировки, Мо обнаруживает, что Гомер чрезвычайно слаб в атаке, так как всего один удар уже полностью изматывает его. Мо придумывает для Гомера стратегию, согласно которой Гомер должен лишь стоять во время боя и ждать, пока его оппоненты выдохнутся, пытаясь нокаутировать Гомера, а затем он должен будет лишь одним касанием сбить противника с ног.
Гомер хорошо стоит в первых боях, в основном против недоедающих бродяг, которые, разумеется, не могут заставить его упасть. Во время каждого матча он следует стратегии, придуманной Мо, и вскоре начинает получать достаточно широкое внимание. Бывший промоутер Мо, Люциус Свит, посещает его и объявляет о том, что из тюрьмы выходит текущий чемпион по боксу в тяжёлом весе, Дредерик Татум, и он готов для возвращения в бокс, а Люциус Свит хочет, чтобы Татум провёл бой именно с Симпсоном. Мо, несмотря на то, что он хорошо знает, что Татум слишком силен для Гомера, обещает Люциусу, что Гомер простоит три раунда в бою с Татумом.
Татум выходит из тюрьмы и СМИ начинают сообщать о том, что скоро начнётся его бой против Гомера. Ставки по поводу выигрыша Гомера находятся на уровне «1000 к 1», так как все считают, что Гомер проиграет. Даже сам Гомер представляет свою победу, только если Татума повалит порок сердца. Мардж говорит Мо о том, что Гомер находится в опасности, так как он в любом случае будет побеждён. После того, как Мардж уходит, Мо бросает своё полотенце в мусорный бак, тем самым отказываясь остановить бой со своей стороны.
Бой начинается и вскоре становится очевидным то, что Гомер не сможет выдержать три раунда против Татума и он будет нокаутирован в течение следующих шести секунд. Марж кричит Гомеру, что рассчитывать на быстрое утомление такого противника, как Дредерик Татум, бесполезно. Гомер решает ответить ударом на удар, однако не может завершить свой удар полностью. Мо, увидев падающего Гомера, бежит к нему. Татум уже готов сделать окончательный удар, однако Мо, используя парамотор Fan Man’а, подлетает к Гомеру и уносит его с ринга, тем самым спасая его. За пределами арены Гомер благодарит Мо за своё спасение, а Татум показывает уважение по отношению к дружеской любви Мо к Гомеру. Люциус Свит заявляет, что Мо всегда будет проигравшим, но всё же даёт ему чек на сто тысяч долларов. Мо запускает парамотор и улетает, скрываясь в ночи. Во время полёта он путешествует по всему миру и видит, как люди помогают друг другу.

## Производство

Рекламный плакат «Сизлак против Оукли, а также Киркленд против Силвермана»

Сценарий эпизода был написан Джонатаном Кольером, который является большим фанатом бокса. Зная, что люди в Интернете будут задавать им вопросы, авторы пошли на немалые усилия, дабы объяснить, как Гомер сможет бороться за титул чемпиона по боксу в супертяжелом весе. Бои Гомера против бродяг были написаны сценаристом Джоном Шварцвельдером. Люциус Свит является пародией на Дона Кинга и озвучен Полом Уинфилдом, в прошлом игравшим Кинга в биографическом фильме HBO Tyson. В сценарии Свит описывается как «Тип Дона Кинга, который выглядит и говорит так же, как Дон Кинг». Сходство даже отмечено в сериале фразой Гомера: «Он так же богат и известен, как Дон Кинг, — и он даже выглядит так же, как и он!». Кинга приглашали озвучить персонажа в серии, однако он отказался. Дредерик Татум является пародией на Майка Тайсона. Имя этого персонажа было придумано Джорджем Майером, у которого был одноклассник Дредерик Тимминс, имя которого Майер считал «крутым». Во время эпизода Татум был выпущен из тюрьмы, что является отсылкой к факту о том, что во время производства эпизода Тайсон был освобожден из тюрьмы после отбытия трёхлетнего срока за изнасилование. Гомер в эпизоде был назван «Южным Денди» (англ. The Southern Dandy) в качестве отсылки на старинных американских боксёров и борцов, имевших аналогичные прозвища.
При подготовке к этому эпизоду Марк Киркленд посмотрел несколько боксерских фильмов и был удовлетворен тем, что выяснил. Каждый раз, когда он рисовал комнату, он пытался показать пустую лампочку, потому что чувствовал, что делает атмосферу более депрессивной. Во время сцены, проходившей в офисе Мо, кратко показан рекламный плакат «Сизлак против Оукли» и «Киркленд против Силвермана», что является отсылкой к исполнительному продюсеру Биллу Оукли и режиссёрам Симпсонов Марку Киркленду и Дэвиду Силверману. Сцена, где Татум идёт на ринг, окружённый «тёмными» личностями, один из которых оказывается косоглазым, основана на реальной фотографии Тайсона.
В эпизоде впервые и единожды появляются отцы Джимбо, Дольфа и Керни.

## Культурные отсылки
Эпизод начинается с пародии на сериал Бонанза. Монтаж боёв Гомера с бродягами основан на аналогичном в фильме «Бешеный бык». Музыка в эпизоде — The Flower Duet из оперы «Лакме» Лео Делиба. «Fan Man» основан на Джеймсе Миллере, известном любителе спускаться, парашютируя на арену во время крупных мероприятий. Песней, которую поёт Гомер в эпизоде, является Why Can't We Be Friends? (группа War), а песней Татума является Time 4 Sum Aksion (рэпер Redman). Песней, которая поётся в конце эпизода, является песня People (Барбра Стрейзанд) в исполнении Салли Стивенс.

## Оценки
В своем первоначальном вещании «The Homer They Fall» был двадцать девятым в рейтингах за неделю 4—10 ноября 1996 года, с рейтингом Нильсена 10,0, что эквивалентно около 9,7 млн просмотров. Это был второй самый высокий рейтинг шоу той недели на канале Fox, после сериала «Секретные материалы».
В ответ на эпизод «Barting Over», в котором сюжетная линия крутится вокруг темы скейдбординга, Раджу Мудхар из Toronto Star перечислил те эпизоды и сцены из «Симпсонов» о спорте, которые, по его мнению, являются наилучшими. Он включил The Homer They Fall, написав, что Дредерик Татум является «завуалированной пародией на Майка Тайсона, которая часто появлялась на протяжении долгих лет». Кроме того, в 2004 году сайт ESPN.com опубликовал список из 100 лучших моментов в эпизодах Симпсонов о спорте, где эпизод занял второе место. Он был описан так: «Величайшее спортивное событие в истории: В борьбе Татума с Гомером последний входит на арену как Брик Хитхауз (также известный как Южный Денди) и идёт под песню „Why Can’t We Be Friends?“». Татум занял в списке восемнадцатое место. Несмотря на это, авторы книги «I Can’t Believe It’s a Bigger and Better Updated Unofficial Simpsons Guide», Уоррен Мартин и Адриан Вуд, назвали эпизод «скучным, состоящим всего из одной шутки за всю серию».